# Nunataks Harvey
Os Nunataks Harvey (66° 58′ S, 52° 00′ L) são quatro nunataks permanecendo a 4 milhas náuticas (7 km) a oeste do Monte Ryder, na parte leste das Montanhas Tula na Terra de Enderby. Marcados a partir de fotos tiradas pela aeronave da ANARE (Expedições de Pesquisa Antártica Australiana Nacional) em 1936 e 1957. Batizada pelo Comitê de Nomes Antárticos da Austrália (ANCA) recebeu o nome de D.J. Harvey, engenheiro eletrônico da Estação Mawson em 1961.
 Este artigo incorpora material em domínio público  de United States Geological Survey   , documento "Nunataks Harvey" (conteúdo do Geographic Names Information System).